# Scaptodrosophila moana
Scaptodrosophila moana är en tvåvingeart som först beskrevs av Mcevey 1982.  Scaptodrosophila moana ingår i släktet Scaptodrosophila och familjen daggflugor. Inga underarter finns listade i Catalogue of Life.